# صعوية أسترالية
صعوية أسترالية أو نمنمية أسترالية (الاسم العلمي: Maluridae)، فصيلة طيور من رتبة الجواثم. موطنها في أستراليا وغينيا الجديدة. على الرغم من اسمها إلا أنها لا علاقة لها بالنمنمة الحقيقية. تتكون الفصيلة من 29 نوع ضمن ستة أجناس.